# Stadtmuseum Bonn

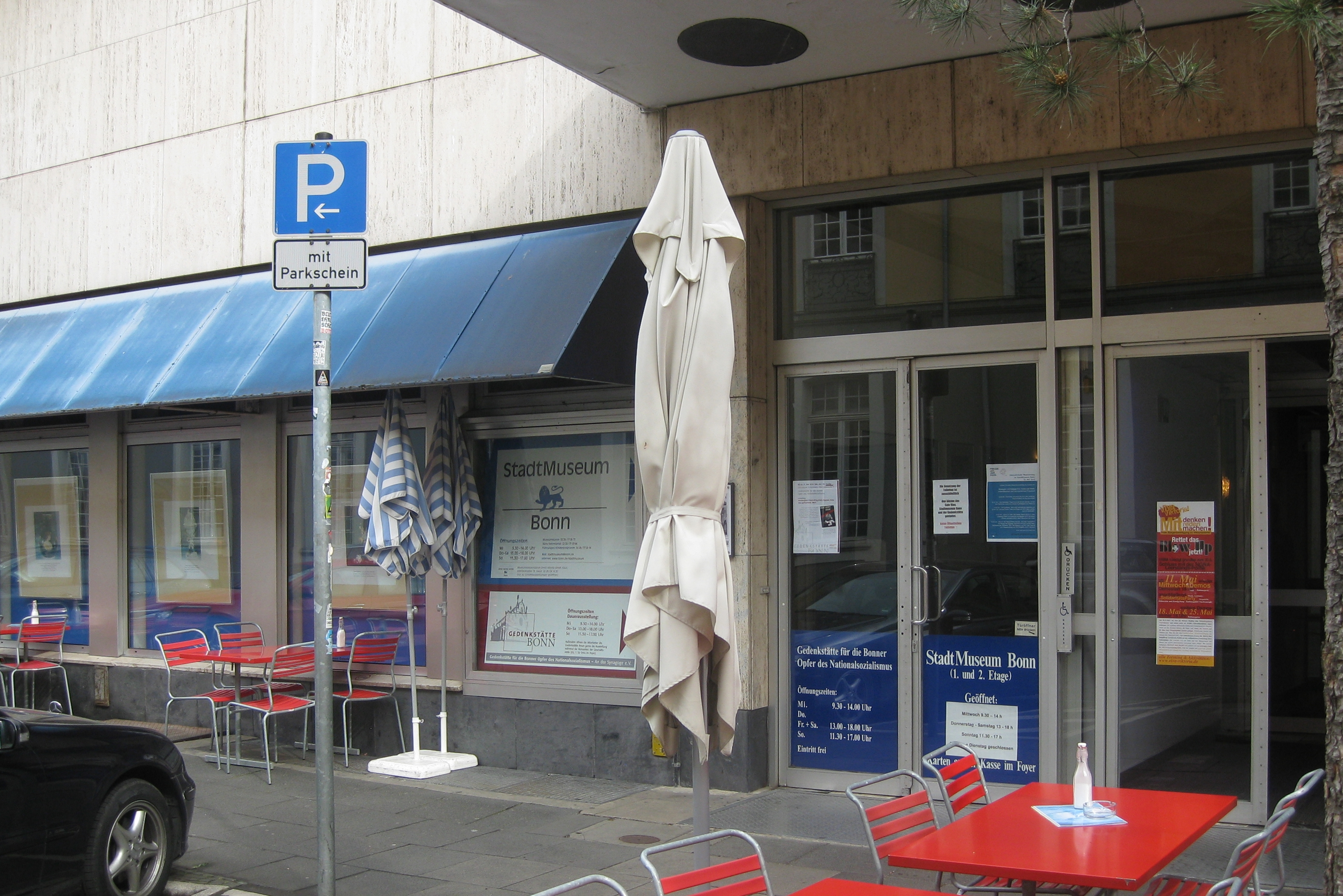
Eingang des Stadtmuseums

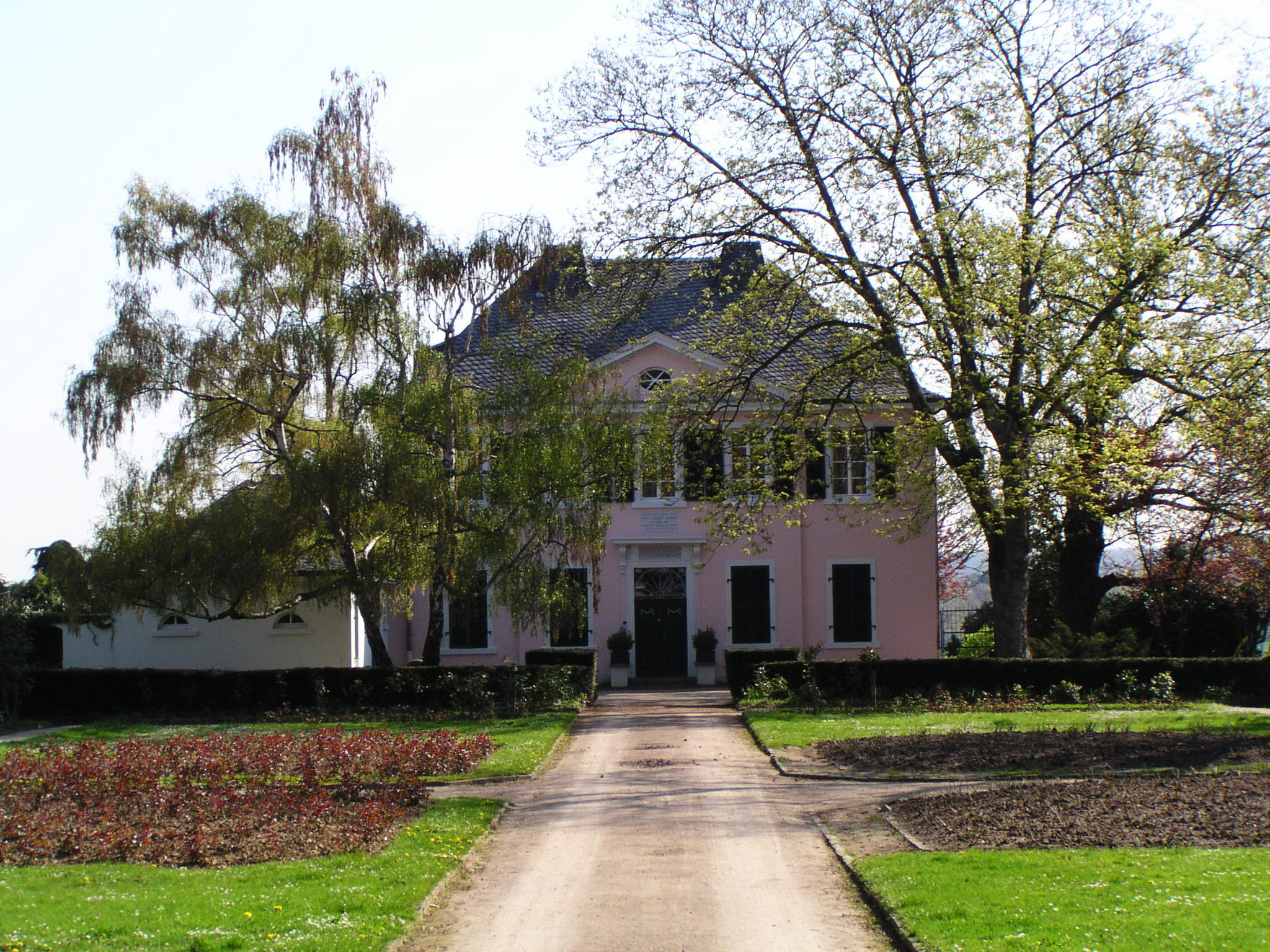
Eine Zweigstelle des Stadtmuseums: das Ernst-Moritz-Arndt-Haus an der Adenauerallee

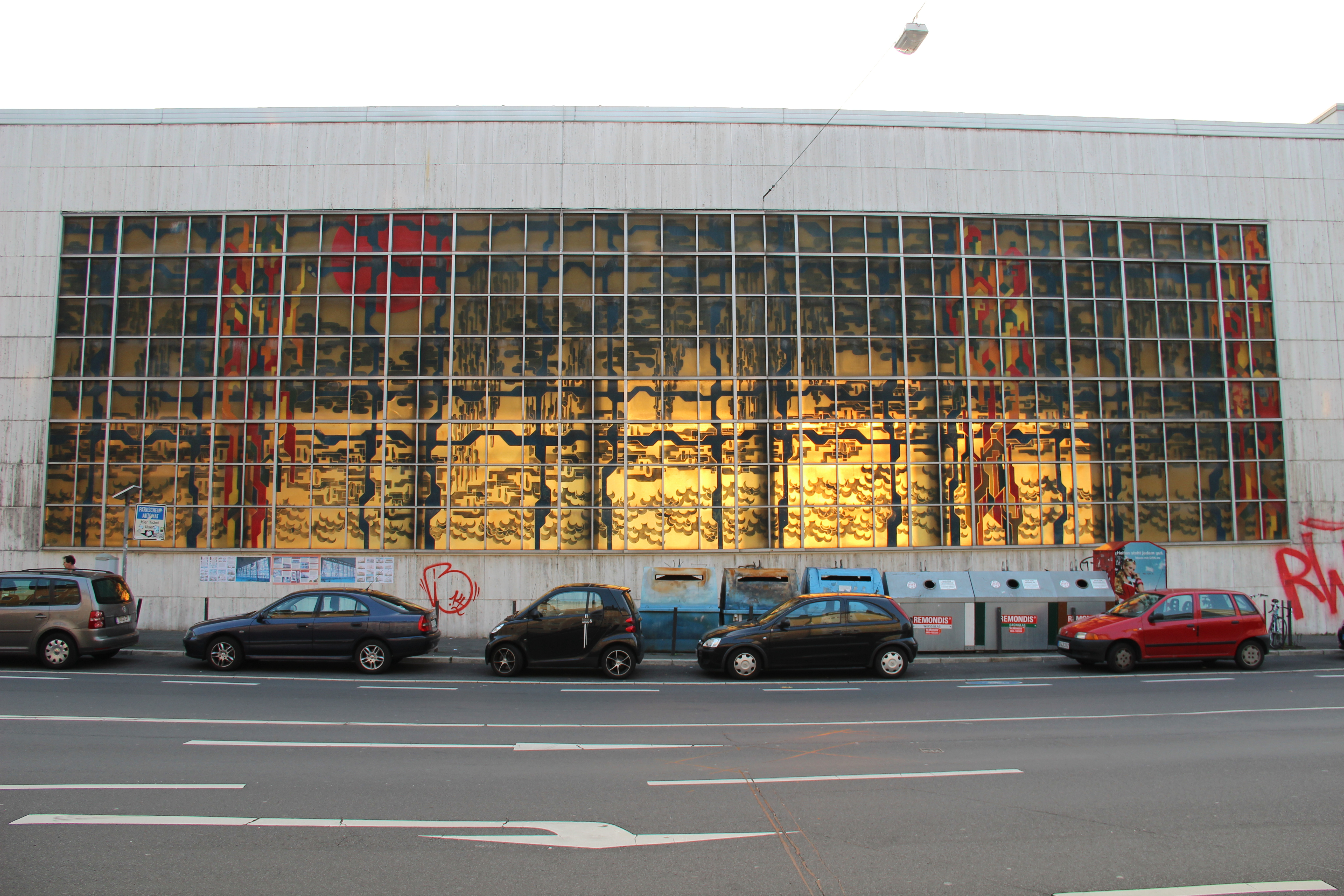
Die frühere Schwimmhalle des Viktoriabades an der Bundesstraße 9 (Belderberg)

Das Stadtmuseum Bonn (Eigenschreibweise: StadtMuseum Bonn) wurde 1989 gegründet und widmet sich der Darstellung der Bonner Stadt- und Kulturgeschichte sowie der Präsentation und Pflege des umfangreichen Sammlungsbestandes. Die Museumsräume befinden sich derzeit in einem in den 1970er Jahren errichteten Gebäude an der Franziskanerstraße 9, gegenüber dem an das Koblenzer Tor angrenzende Universitätsgebäude in der Bonner Innenstadt. Vormals gehörten die vom Museum genutzten zwei Etagen zum Sauna- und Reinigungstrakt des mittlerweile aufgegebenen Viktoriabades. Ein weiterer Verbleib in den Räumlichkeiten ist unklar.

## Geschichte
Im Jahr 1886 war in Bonn ein Verein gegründet worden, der sich die Schaffung eines stadtgeschichtlichen Museums zum Ziel gesetzt hatte. Der heutige Bonner Heimat- und Geschichtsverein übertrug Mitte der 1950er Jahre seine umfangreiche Sammlung an die Stadt Bonn, es kam in der Folge zu einer engen Zusammenarbeit zwischen Verein und Stadtarchiv. Im Jubiläumsjahr 1989 („2000 Jahre Bonn“) fasste der Stadtrat unter der Oberbürgermeisterin Bärbel Dieckmann den Beschluss zur Gründung des Stadtmuseums Bonn, obwohl zu dem Zeitpunkt noch keine geeigneten Räumlichkeiten zur Verfügung standen. In den Anfangsjahren konnte dem neugegründeten Museum nur das kleine Ernst-Moritz-Arndt-Haus in der Adenauerallee 79 zur Verfügung gestellt werden. Hier fanden und finden kleinere Sonderausstellungen und kulturelle Veranstaltungen statt. Gründungsdirektor des Museums war der Leiter des Stadtarchivs, Manfred van Rey. Die Eröffnung der eigentlichen Schauräume für die Dauerausstellung des Stadtmuseums („Von der Römerzeit bis heute“) im später zugeteilten Gebäude an der Franziskanerstraße fand am 14. Januar 1998 auf 1000 Quadratmetern unter der Leitung von Ingrid Bodsch statt.
Der Verbleib des Museums in den Gebäuden an der Franziskanerstraße ist ungewiss. Im Jahr 2015 plante die Stadt, den als „Viktoriakarree“ bezeichneten Häuserblock (zu dem auch die Museumsliegenschaft gehört) an die private Investorengruppe Signa zu verkaufen, die dort eine Einkaufspassage errichten wollte. Zu dieser Umgestaltung kam es jedoch infolge diverser Rechtsstreitigkeiten und eines Bürgerbegehrens nicht. Mit Stand Februar 2023 ist nach dem Beteiligungsverfahren ein Abriss des Viktoriabades und eine gemischte Nutzung des Viertels geplant. Es gab und gibt diverse Vorschläge zur neuen Unterbringung des Museums, eine endgültige Entscheidung liegt jedoch noch nicht vor.
Zum 1. Juni 2021 trat Philipp Hoffmann die Nachfolge der seit 1989 amtierenden Museumsdirektorin Bodsch an. Mit Wirkung zum 1. März 2022 wurde das Stadtmuseum Teil des neugegründeten Zentrums für Stadtgeschichte und Erinnerungskulturen, dem daneben auch das Bonner Stadtarchiv und die NS-Gedenkstätte angehören. Philipp Hoffmann übernahm die Leitung des neuen Zentrums, die Funktion der Museumsdirektorin hat seitdem Yvonne Katzy inne.

## Bestände
Die komplette Sammlung des Bonner Stadtmuseums beinhaltet über 10.000 Einzelstücke – darunter rund 600 Gemälde, 1900 Grafiken, 1700 seltene Bücher und andere antiquarische Werke, 1500 kunstgewerbliche Exponate, 200 Plastiken, 250 Möbel, historische Kleidungsstücke und Uniformen. Der größte Teil stammt aus Schenkungen und testamentarischen Verfügungen, die vor allem in der zweiten Hälfte des 20. Jahrhunderts mit Blick auf eine Museumsgründung erteilt worden waren; ein Großteil dieser Bestände betrifft das 18. und 19. Jahrhundert. So vermachte Curt Delander seine Sammlung dem Museum. Den Grundstock bildeten die Kunstwerke aus der Stiftung des Mediziners und Hochschullehrers Franz Obernier (1839–1888) – vor allem Malerei des 19. Jahrhunderts der Düsseldorfer und Münchner Malerschulen. Heute befinden sich hier auch Werke von Marianne Pitzen, Karl Rudolf Sohn, Karl Ferdinand Sohn, Heinrich Wettig oder Gustav Wunderwald.
Die im Museum gezeigten Teile der Sammlung geben Einblick in die rund 2000-jährige Stadtgeschichte. Neben einem antiken Bodenmosaik werden der „Bonner Löwe“ (ein ursprünglich auf dem Münsterplatz aufgestelltes mittelalterliches Gerichtszeichen – im Volksmund als „steinernes Wölfchen“ bezeichnet –, Wappentier der Stadt), barocke Stadtansichten, ein komplett eingerichteter Kolonialwarenladen aus dem Jahr 1893, ein Frisiersalon von 1900 sowie zwei Salons bürgerlicher Familien aus der Zeit der Jahrhundertwende gezeigt. In einem dieser Zimmer ist der mit Geschirr der ehemaligen Bonner Porzellan- und Steingutfabrik Ludwig Wessel gedeckte Esstisch der Unternehmerfamilie Tenten aus der Gründerzeit zu besichtigen.

### Andreas-Emmel-Tafelservice
Bedeutende Exponate des Museums sind neun außergewöhnliche Teile eines ursprünglich aus 314 Stücken bestehenden, silbernen Tafelservices. Der kurfürstliche Hofrat Paul Joseph Reichsfreiherr von Landsberg-Velen hatte dieses Service für 36 Personen 1792 bei dem Goldschmied Andreas Emmel (1759–1828) in Auftrag gegeben. Der in Wien bei Johann Jakob Math ausgebildete Emmel schuf das Service in den Jahren 1792 bis 1794. Es ist, inspiriert von Pariser, Straßburger und Wiener Vorbildern, im damals in Mode stehenden Empirestil gehalten. Die einzelnen Stücke werden von Akanthusblättern, Lorbeerstäben, Löwenhäuptern, Widderköpfen, Pinienzapfen und Perlstäben verziert. Emmel nutzte alle damals bekannten Metallbearbeitungstechniken: Treiben, Gießen, Stanzen, Punktieren, Ziselieren und Gravieren. Bei den mit Mitteln eines Konsortiums verschiedener Institutionen angekauften Einzelstücken handelt es sich um drei Terrinen, zwei vierarmige Girandolen und vier Armleuchter.

## Gedenkstätte
Neben den Räumlichkeiten des Stadtmuseums befindet sich auch die Bonner NS-Gedenkstätte im selben Gebäude. In mehreren Räumen im ersten Obergeschoss wird mit Bild- und Schriftdokumenten sowie Originalexponaten die Verfolgung und Ermordung der Bonner Opfer des Nationalsozialismus gezeigt. Die Ausstellung präsentiert Forschungsergebnisse zur Willkür der Diktatur des Dritten Reiches und deren Auswirkungen auf den Alltag, wie auch Opposition und Widerstand in Bonn. Auch an Tausende nach Bonn verschleppte Zwangsarbeiter und Kriegsgefangene wird erinnert. Das NS-Dokumentationszentrum im Erdgeschoss umfasst eine Präsenzbibliothek, eine Mediothek sowie ein Archiv. Zum Angebot der Gedenkstätte gehören auch Vorträge, Lesungen oder Gespräche mit Zeitzeugen.
Träger der Gedenkstätte ist seit Januar 2021 die Stadt Bonn. Zuvor lag die Trägerschaft beim jetzigen Förderverein, der 1984 gegründet wurde. Auch Gedenkstätte und NS-Dokumentationszentrum sind von der Aufgabe des Viktoriabades betroffen. Langfristig ist ein Umzug auf das Gelände des ehemaligen Benediktinerinnenkloster in Endenich geplant. Dort soll am historischen Ort an die dortige Internierung und anschließende Deportation der Bonner Juden während der Shoa erinnert werden.